# Ben Goldacre

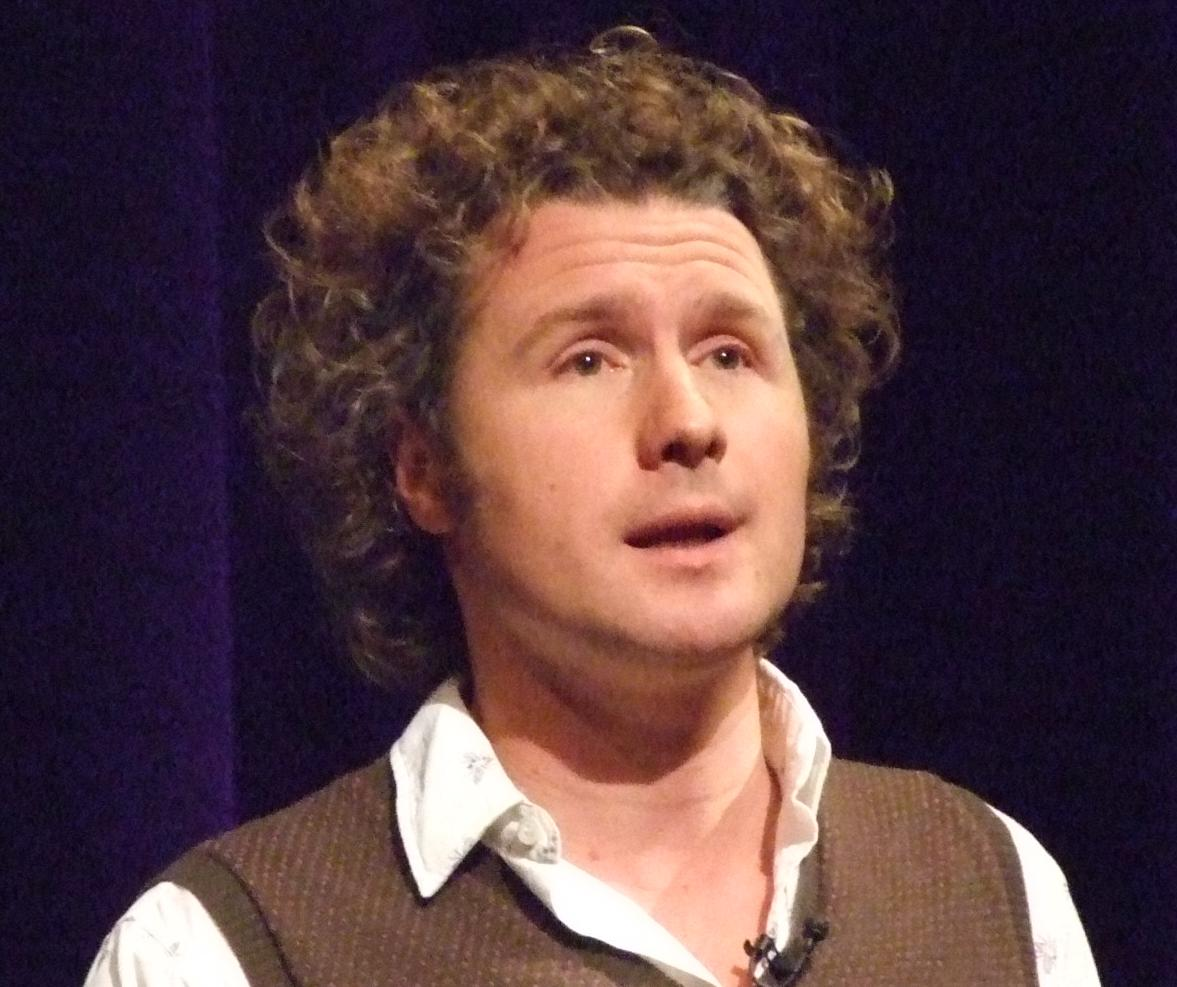
Ben Goldacre (2009)

Ben Michael Goldacre MBE (* 20. Mai 1974 in London) ist ein britischer Arzt und Journalist. Bekannt ist er vor allem durch seine Kolumne Bad Science in der Tageszeitung The Guardian. Seit 2015 arbeitet er als Forscher am Nuffield Department of Primary Care Health Sciences der Universität Oxford. Er ist außerdem Mitbegründer der AllTrials-Kampagne — eine Kampagne, die sich für die Auflistung klinischer Studien in einem Register und der Publizierung der Ergebnisse als Open Data einsetzt. Sein erstes Buch, ebenfalls mit dem Titel Bad Science, erschien im September 2008.

## Familie
Goldacre ist der Sohn von Michael Goldacre, einem Professor für Public Health (Öffentliche Gesundheit) an der University of Oxford und Susan Traynor (Künstlername Noosha Fox), eine Popsängerin, welche mit der englischen Band Fox in den frühen 1970er Jahren ihre größten Erfolge hatte. Beide Elternteile stammen aus Australien. Er ist der Ur-urenkel von Sir Henry Parkes, einem Politiker und Begründer der Federation of Australia.

## Akademische Karriere
Goldacre absolvierte ein Medizinstudium an der University of Oxford, welches er 1995 abschloss. Bevor er zur klinischen Medizin am University College London wechselte, war er Gastforscher für kognitive Neurowissenschaft an der Universität Mailand, wo er im Bereich der fMRT arbeitete. Er erhielt einen Master-Abschluss in Philosophie beim King’s College London. Er ist Mitglied der Royal College of Psychiatrists und Forschungsstipendiat am Institut für Psychiatrie des King’s College London. Er leitet das „DataLab“ an der University of Oxford, einer Abteilung, die den großen Datenbestand der Universität passgenau filtert und in schriftlichen Forschungsunterlagen aufbereitet.

## Bad-Science-Kolumne
Goldacre schrieb eine Kolumne mit dem Titel Bad Science, die jeden Samstag in der britischen Tageszeitung The Guardian erschien. Ausführlichere Versionen der Kolumnen mit Leserkommentaren erscheinen auf seiner Website badscience.net. In satirischem Ton werden wissenschaftliche Ungenauigkeiten, Gesundheits-Panikmache, Pseudowissenschaft und Quacksalberei aufs Korn gekommen. Im Zentrum stehen dabei die Massenmedien, das Marketing von Konsumprodukten, Probleme mit der Pharmaindustrie und ihre Beziehungen zu medizinischen Fachzeitschriften sowie Alternativ- und Komplementärmedizin in Großbritannien. Zum kontroversen Thema der Trinkwasserfluoridierung hielt er fest, dass „jeder, der eine überzeugte Aussage über Fluor macht, weit über die Beweislage hinausgeht“.
Im Fokus seiner Kritik stehen insbesondere die Ernährungsberaterin Gillian McKeith, Impfgegner (besonders die Anhänger von Andrew Wakefield), Brain Gym (eine Methode zum "Gehirntraining"), Antidepressiva, Publikationsbias und der Hersteller des Produkts Penta Water. Als er McKeiths Mitgliedschaft in der American Association of Nutritional Consultants unter die Lupe nahm, erwarb Goldacre für 60 Dollar eine Mitgliedschaft in ebendieser Organisation, lautend auf den Namen seiner verstorbenen Katze. Im Februar 2007 willigte McKeith ein, den Titel „Doktor“ künftig in ihrer Werbung nicht mehr zu verwenden, nachdem sich ein Bad Science-Leser bei der Advertising Standards Authority beschwert hatte.
2008 verklagte der umstrittene deutsche Arzt Matthias Rath Goldacre und den Guardian wegen drei Artikeln, in denen Goldacre Raths Einsatz für die Abgabe von Vitaminpillen zur Behandlung von AIDS kritisierte. Rath ließ die Klage im September 2008 fallen und musste der Zeitung Kosten über 220.000 Pfund vergüten. Die Zeitung verlangt die vollständige Erstattung der Kosten von 500.000 Pfund, und Goldacre hat Interesse daran geäußert, ein Buch über Rath und Südafrika zu schreiben, da ein Kapitel aus seinem Buch nicht publiziert werden konnte, solange die Klage anhängig war. Das Kapitel wurde in einer späteren Ausgabe des Buches hinzugefügt und ist auch online abrufbar.

## Buchveröffentlichungen
Goldacres erstes Buch Bad Science erschien im September 2008. Die deutsche Übersetzung folgte im Jahre 2010 unter dem Titel Die Wissenschaftslüge: Wie uns Pseudo-Wissenschaftler das Leben schwer machen. Es enthält erweiterte und überarbeitete Versionen vieler seiner Kolumnen aus dem Guardian. Positive Kritiken erschienen im BMJ und im Daily Telegraph. Bei dem Onlineversandhändler Amazon erreichte die englische Version einen Platz in der Top-10-Bestsellerliste. Eine der zentralen Thesen des Buches, so erklärte er in einem Interview, sei, dass es keine wirklichen Unterschiede zwischen der $600-Milliarden-Pharmaindustrie und der $50-Milliarden-Nahrungsergänzungsmittel-Industrie gebe.
Sein zweites Buch Bad Pharma erschien im September 2012. Im Jahr 2013 erschien die Übersetzung Die Pharma-Lüge: Wie Arzneimittelkonzerne Ärzte irreführen und Patienten schädigen. Die englische Version erreichte bei Amazon in der Bestsellerliste Pharmacology den ersten Platz. Goldacre argumentiert in diesem Buch — ähnlich wie bereits im 11. Kapitel seines ersten Buches — dass Doktoren und Patienten gute wissenschaftliche Belege brauchen, um gut informierte Entscheidungen treffen zu können. Jedoch, so führt Goldacre aus, betreiben Unternehmen ganz legal an ihren eigenen Arzneimitteln mangelhafte Studien, welche, wenn sie unvorteilhafte Ergebnisse liefern, nicht publiziert werden. So klagt er auch staatliche Regulierungen an, da diese lebenswichtige Informationen durch die Duldung dieser Praxis zurückhalten, was eine große Anzahl an Patienten gefährde.
Im Oktober 2014 erschien ein weiteres Buch mit dem Titel I Think You'll Find It's a Bit More Complicated Than That.

## Auszeichnungen (Auswahl)
- Auszeichnung der Association of British Science Writers 2003[37] für seinen Artikel "Never mind the facts".[38]
- Auszeichnung der Association of British Science Writers 2005[39] für seinen Artikel "Don't dumb me down"[13]
- Statistical Excellence In Journalism Award der Royal Statistical Society[40] für seinen Artikel "When the facts get in the way of a story"[41]
- HealthWatch Award für "signifikante Schritte zur Verbesserung des Verständnisses von Gesundheitsfragen in der Öffentlichkeit"[42]
- Wissensbuch des Jahres in der Kategorie „Zündstoff“ für Die Pharma-Lüge
- Ehrendoktorwürde der Heriot-Watt University (Juni 2009)
- Ehrendoktorwürde der Loughborough University (Juli 2010)
- Member of the Order of the British Empire (New Year’s Honours List 2018)[43]